# Evadne (nome)
Evadne  è un nome proprio di persona italiano femminile.

## Varianti in altre lingue
- Greco antico: Εὐάδνη (Euadne)[1]
- Latino: Evadne[1]

## Origine e diffusione
Continua il nome greco Εὐάδνη (Euadne): la sua esatta etimologia e il suo significato sono incerti. Il primo elemento che lo compone è quasi certamente riconducibile a ευ (eu, "bene", comune a molti nomi di origine greca), mentre il secondo si può forse identificare con ἁδνὸς (hadnos), la forma cretese di ἁγνὸς (hagnos, "puro", "casto", da cui Agnese).
È un nome di tradizione classica; nella mitologia greca vi sono più figure di nome Evadne, fra cui la moglie di Capaneo che, quando il marito venne fulminato da Zeus, si suicidò gettandosi sul suo corpo in fiamme, e un'altra, sedotta da Apollo, che abbandonò suo figlio Iamo sul monte Alfeo.

## Onomastico
L'onomastico si festeggia il 1º novembre per Ognissanti, in quanto il nome è adespota, cioè non è portato da alcuna santa.

## Il nome nelle arti
- Evadne è un personaggio del romanzo di Mary Shelley L'ultimo uomo.
- Evadne è un personaggio della serie di light novel The Sacred Blacksmith.
- Evadne Carrington è un personaggio del cortometraggio del 1912 Three-Fingered Kate: The Wedding Presents, diretto da Charles Raymond.
- Evadne Torta è un personaggio del romanzo di Terry Pratchett Il tristo mietitore.